# Ayliva
Ayliva (справжнє ім'я тур. Elif Akar, нар. 4 квітня 1998, Реклінггаузен, Німеччина) — німецька співачка та музикантка. Її перший сингл потрапив до німецьких чартів у 2021 році, і з тих пір її успіх продовжується, зокрема її другий альбом Schwarzes Herz очолив німецькі чарти у 2023 році.

## Ранні роки
Ayliva має турецьке походження і виросла в Реклінггаузені разом зі старшою сестрою та молодшим братом. Вона вивчала гру на гітарі, клавішних та скрипці, а також почала писати пісні у віці 10 років. Після закінчення школи вона вивчала філософію та німецьку філологію в Рурському університеті в Бохумі з метою стати вчителькою, а згодом соціальним працівником. Проте вона залишила навчання, щоб зосередитися на музичній кар’єрі.

## Кар’єра

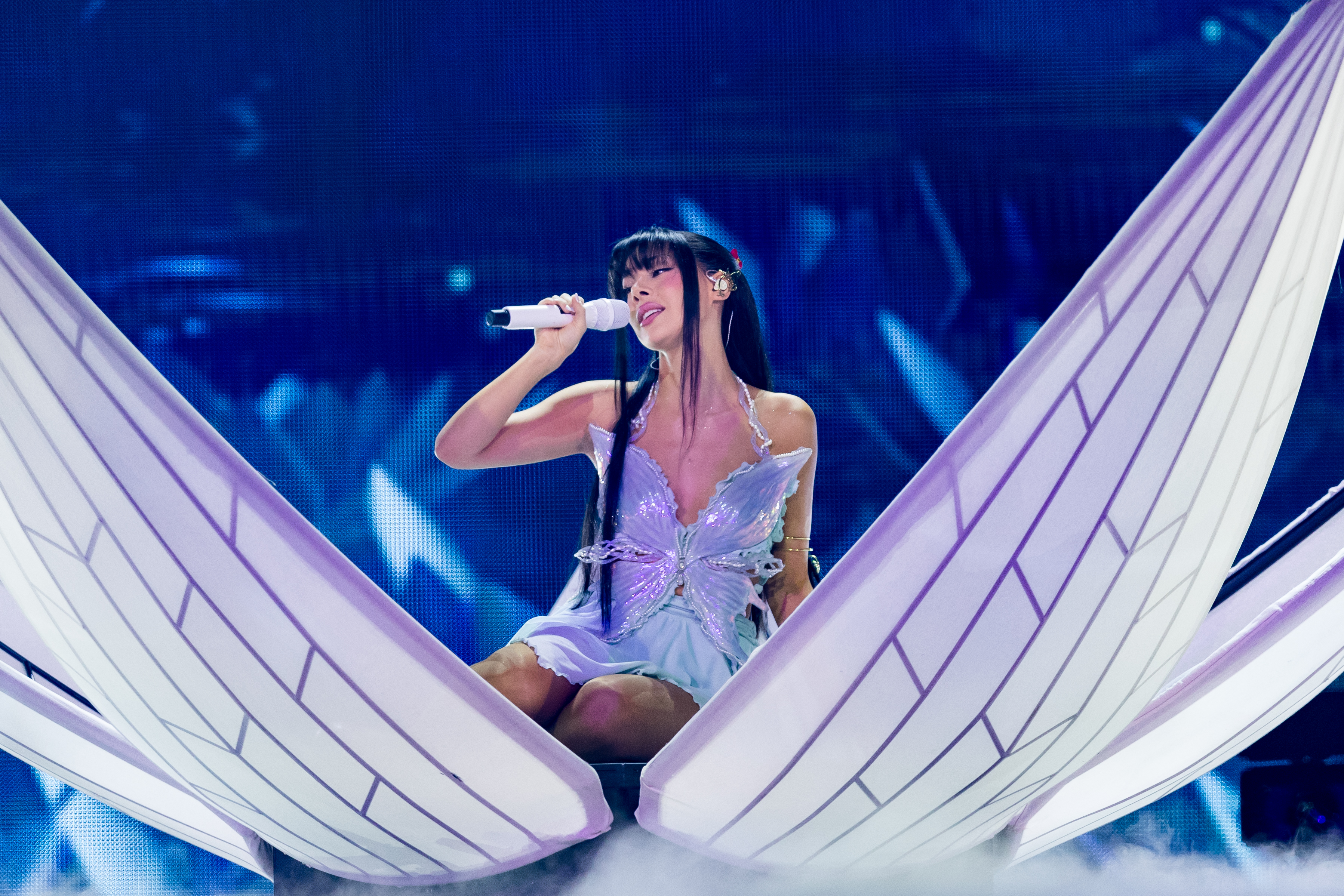
Ayliva в Мангеймі (2024)

Починаючи з жовтня 2020 року, Ayliva публікувала уривки пісень в Instagram, першим з яких був Deine Heimfahrt (Твоя поїздка додому). Вона також почала розміщувати уривки в TikTok. Її перший сингл Deine Schuld (Твоя провина) вийшов у березні 2021 року на лейблі Whiteheart Records. Музичне відео до пісні, а також пост у TikTok про Deine Schuld, починаються з голосового повідомлення її колишнього хлопця, який погрожує їй і просить не випускати пісню. Пісня посіла 16 місце в німецьких чартах. Наступний сингл Wenn ich wein (Коли я плачу) вийшов 31 червня і досяг 31 місця в німецьких чартах. Нова версія пісні з англійською назвою, де Ayliva виконала частину англійською мовою, була випущена разом з Алі Гаті у листопаді 2021 року. Ще одним хітом став сингл Schmetterlinge (Метелики), у якому приспів арабською мовою, а куплети — німецькою. У червні 2022 року Ayliva виступала на розігріві у двох концертах Аліши Кіз у Німеччині.
Її дебютний альбом Weißes Herz (Біле серце) вийшов у липні 2022 року і посів 6 місце в німецьких альбомних чартах, а сингл Bei Nacht (Вночі) досяг 13 місця. У січні 2023 року вона випустила пісню Sie weiß (Вона знає) разом із німецьким репером Mero, яка очолювала німецькі чарти протягом двох тижнів і залишалася в топ-3 ще дев’ять тижнів; за підсумками 2023 року пісня посіла 3 місце.
Її другий альбом Schwarzes Herz (Чорне серце) вийшов у серпні 2023 року і посів перше місце в чартах Німеччини, Австрії та Швейцарії, встановивши рекорди стрімінгу для виконавиць у Німеччині. Альбом став найпопулярнішим на Spotify у Німеччині в 2023 році (а Weißes Herz посів 5 місце), і посів 7 місце в німецьких чартах за рік — 3 місце серед альбомів німецькою мовою. Пісня Hässlich (Потворна) з альбому також посіла перше місце в Німеччині, а деякі інші треки увійшли до топ-10.
У 2023 році Ayliva отримала премію Бамбі як найуспішніша виконавиця року.
У 2025 році Ayliva стала тренеркою у тринадцятому сезоні німецької версії шоу The Voice Kids.

## Дискографія

### Альбоми
| Назва          | Деталі                                                                                       | Позиції в чартах | Позиції в чартах | Позиції в чартах | Сертифікації       |
| Назва          | Деталі                                                                                       | Німеччина        | Австрія          | Швейцарія        | Сертифікації       |
| -------------- | -------------------------------------------------------------------------------------------- | ---------------- | ---------------- | ---------------- | ------------------ |
| Weißes Herz    | - Випущено: 8 липня 2022 - Лейбл: Whiteheart - Формати: CD, цифрове завантаження, стрімінг   | 6                | 9                | 11               | - IFPI AUT: Золото |
| Schwarzes Herz | - Випущено: 25 серпня 2023 - Лейбл: Whiteheart - Формати: CD, цифрове завантаження, стрімінг | 1                | 1                | 1                | - IFPI AUT: Золото |
| In Liebe       | - Випущено: 16 серпня 2024 - Лейбл: Whiteheart - Формати: CD, цифрове завантаження, стрімінг | 1                | 1                | 1                |                    |